# Venda directa
|  | Per a altres significats, vegeu «venda de proximitat». |

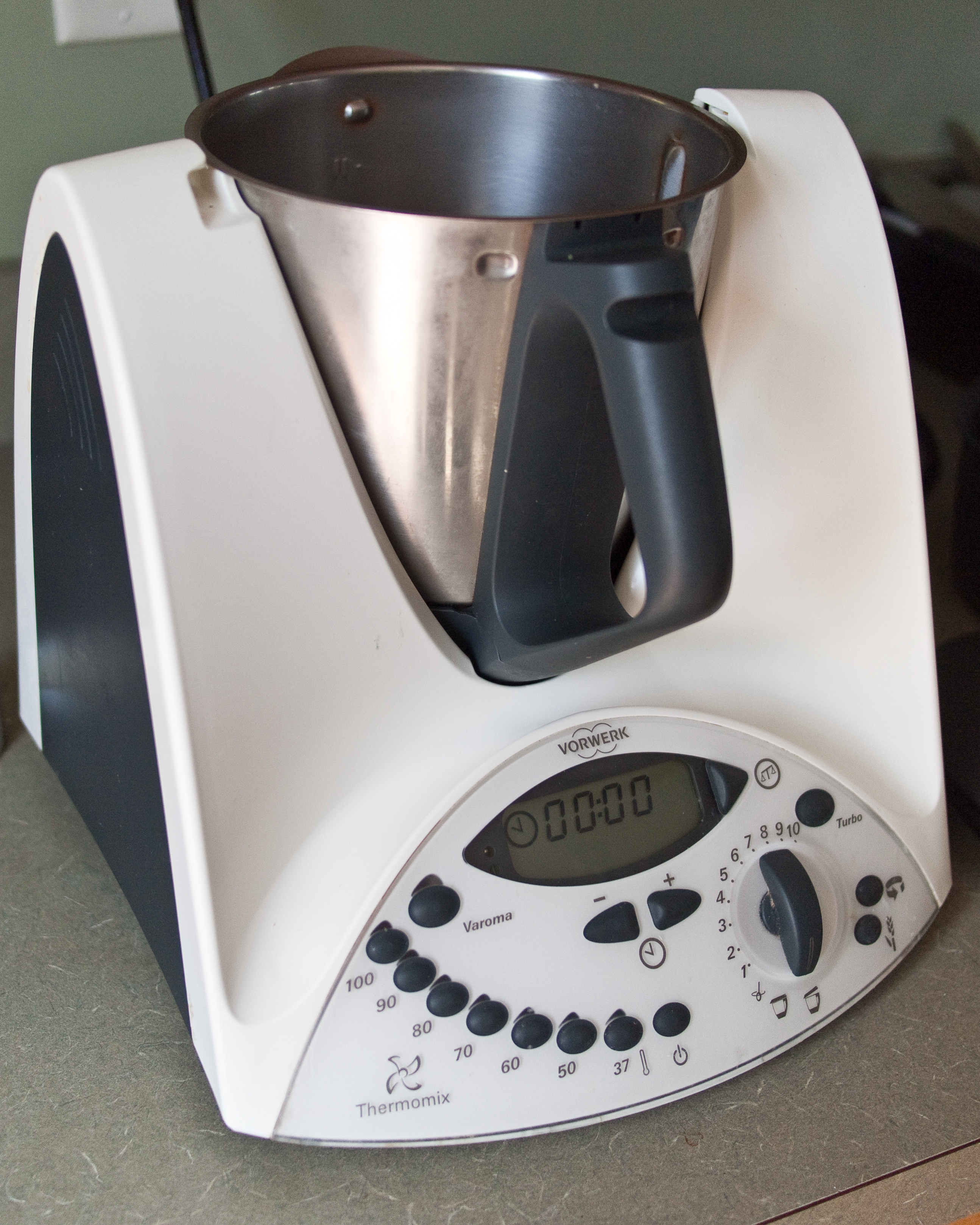
Thermomix, només en venda directa

La venda directa és la comercialització fora d'un establiment comercial de béns i serveis directament al consumidor. Pot ser venent els seus productes en establiments del productor, molt emprat per les cooperatives agropecuàries, (p. ex. la Cooperativa Lletera del Cadí), o bé mitjançant la demostració personalitzada per part d'un representant de l'empresa venedora. Aquest últim aspecte distingeix aquest tipus de venda directa de les anomenades vendes a distància, en les quals no arriba a existir un contacte personal entre l'empresa venedora i el comprador.

## Espanya
A Espanya la venda directa es regula per la Llei 26/1991, de 21 de novembre, que incorpora la directiva comunitària 85/577 CEE, de 20 de desembre de 1985. Un dels principals avantatges per al consumidor espanyol derivades d'aquesta normativa és el dret de revocació que té tot comprador fins a set dies comptats des de la recepció del producte.
En aplicació dels seus principis fundacionals, l'AVD va ser la primera associació empresarial espanyola en dotar-se d'un codi d'ètica i en adherir-se al sistema arbitral de consum a nivell nacional. Aquest sistema canalitza de forma simple, ràpida, eficaç i sense costos les reclamacions dels consumidors, és voluntari per les parts i els laudes que emeten els col·legis arbitrals (compostos per tres àrbitres, un representant als consumidors, un altre als empresaris i un tercer a l'administració) són vinculants, el que significa que tenen la mateixa força que les sentències judicials.

## Companyies de venda directa
D'acord amb Direct Selling News les empreses de venda directa, pels ingressos:
| Companyia                          | Any de fundació | Beneficis 2008 (USD) |
| ---------------------------------- | --------------- | -------------------- |
| Avon Products, Inc.                | 1886            | 10.9 miliards        |
| Amway Corporation                  | 1959            | 8.2 miliards         |
| Vorwerk & Co. KG                   | 1883            | 3.15 miliards        |
| Herbalife Ltd.                     | 1980            | 2.4 miliards         |
| Mary Kay Inc.                      | 1963            | 2.4 miliards         |
| Primerica Financial Services Inc.  | 1977            | 2.3 miliards         |
| Tupperware Brands Corp.            | 1951            | 2.21 miliards        |
| Forever Living Products Intl. Inc. | 1978            | 2.1 miliards         |
| Oriflame Cosmetics                 | 1967            | 1.68 miliards        |
| Natura Cosmeticos SA               | 1969            | 1.52 miliards        |
| Nu Skin Enterprises Inc.           | 1984            | 1.23 miliards        |